# Distrito de Florida
El distrito de Florida es uno de los doce que conforman la provincia de Bongará, ubicada en el departamento de Amazonas, en el Norte del Perú. Su capital es la localidad de Pomacochas.
Limita por el Norte con el distrito de Yambrasbamba; por el Este con el distrito de Jumbilla y el distrito de Corosha; por el Sur con el distrito de Cuispes y el distrito de Shipasbamba y; por el Oeste con la provincia de Utcubamba.
Jerárquicamente, dentro de la Iglesia Católica, pertenece a la Diócesis de Chachapoyas

## Historia
El distrito fue creado el 3 de noviembre de 1933 mediante Ley N.º 7877,  en el gobierno del Presidente Óscar R. Benavides.

## Geografía
Abarca una extensión de 222,40 km² y tiene una población estimada mayor a 8582 habitantes. Su capital es la localidad de Pomacochas.

## Atractivos Turísticos

### Naturales
- Cascada Corontachaca, con una caída de 80 m, con una laguna de un radio de 15 a 10 m y una profundidad de 1.5 m en su base. Filtraciones de aguas azufradas con temperaturas de 18 °C y un caudal de 2 litros por segundo, desembocando en el río Utcubamba el cual se encuentra a 100 m de la cascada. Ubicada sobre la margen izquierda del río Utcubamba en el anexo de Chosgonde.
- Laguna Negra, llamada así por el color de sus aguas, con una extensión de 30 m², una profundidad de 2 m ubicada a 2468 m s. n. m. Los lugareños aseguran que en estas aguas los curanderos y chamanes realizan diversas prácticas como el baño del "paciente", florecimiento y otros ritos que tienen que ver con el arte del chamanismo o curanderismo.
- Laguna Shung, 150 m más alto que el lago Pomacochas, a 2393 m s. n. m., con un área de 100 m², una profundidad de 3 m y forma circular.
- Lago de Pomacochas, con una extensión de 450 ha y una profundidad de 80 m. Ubicada a 47 km de Pedro Ruiz a 2257 m s. n. m. Sus aguas son de color verde azulado y alberga especies acuáticas como la carpa y el Peje Rey, en sus alrededores está rodeada de totora, zarcillos y enredaderas, que sirven de hábitat a patos silvestres, garzas blancas entre otras especies. Cuenta con un muelle por donde el visitante puede embarcarse en uno de los botes de los pescadores para recorrer toda la laguna. Esta laguna es alimentada por las aguas de dos principales quebradas (Levanto y Shimbol). Y discurre por un riachuelo de nombre Desaguadero que llega a desembocar en el río Imaza. Aquí se puede realizar pesca, natación, canotaje, etc.

- Humedal Cuchaquisha, ubicado a 15 minutos del sitio arqueológico de Gogma, con un área de 5 ha cubierto por musgos, líquenes e incluso orquídeas entre otras especies.

### Culturales
- Sitio arqueológico Corral Punta, ubicado a 40 min del poblado de Pomacochas, a 2385 m s. n. m. Conformado por construcciones circulares a base de piedra caliza y argamasa, distribuidos en un área de 15 hectáreas y repartidas en grupos de 5 a 10 edificaciones; de las cuales una de ellas presenta una excelente vista del lago de Pomacochas debido a su ubicación. Se presume perteneció a la cultura Chachapoya. A unos 15 min se puede observar una piedra tallada en forma de falo incrustada en la tierra, sobresaliendo más de un metro del suelo y con un diámetro de 30 cm.
- Sitio arqueológico Curquingo, ubicado a 2495 m s. n. m. Es un asentamiento con recintos de planta circular, construidos con piedra canteada cuyas caras planas se ubican al exterior, dichos recintos se ubican sobre aterrazamientos. En el sitio se puede observar varios recintos circulares, de los cuales solo se puede observar parte del muro de 12.40 m de diámetro, un ancho de 50 cm y una altura máxima de 1.90 m; El material usado para edificar estas construcciones fue a base de piedra caliza y argamasa de barro típico de la cultura Chachapoya.
- Sitio arqueológico Gocma, ubicado en la margen izquierda del río Imaza a 2491 m s. n. m., abarca un área de 2 000 m². Se presume perteneció a la cultura Chachapoya, se puede apreciar una gran plataforma de planta circular, delimitando con grandes bloques de piedras y un relleno de tierra. La altura máxima conservada es de 2 m, el diámetro es de 18 m; está elaborada con bloques de piedra que miden 1.80 m de longitud por 50 cm de alto y 50 cm de ancho.

## Autoridades

### Municipales
2023-2026
- Alcalde: Rider Villegas Irigoín
- Regidores:

1. Zarela Cieza Castillo
2. Wilmer Catpo
3. Dalila Araujo Dett
4. Michelt Apaestegui Callirgos

2021-2022
- Alcalde: Julio E. Asenjo Larizbeascoa
- Regidores:

1. Roger Gil Araujo
2. Cirilo Marin Posito
3. Charito Lezama Cardenas
4. José del Carmen Rubio Chavez
5. Rocio del Pilar Valle Catpo2019-2021

- Alcalde: Prof. Percy Oswaldo Chávez Escalante.
- Regidores:

1. Julio E. Asenjo Larizbeascoa
2. Roger Gil Araujo
3. Cirilo Marin Posito
4. Charito Lezama Cardenas
5. José del Carmen Rubio Chavez

2015-2018
- Alcalde: Reyneldo Guevara Viton, de Obras Por Amazonas.
- Regidores:

1. Marco Antonio Díaz Pérez (Obras Por Amazonas)
2. Edu Cruzado Saucedo (Obras Por Amazonas)
3. Rosa Albina Catpo Góngora (Obras Por Amazonas)
4. Eleuterio Poclin Chicana (Obras Por Amazonas)
5. José Absalón Montenegro Mori (Sentimiento Amazonense Regional)

### Religiosas
- Obispo de Chachapoyas: Monseñor Emiliano Antonio Cisneros Martínez, OAR.[2]

### Fiscales
- Guido Andrey Ojeda Torres -fiscal adjunto titular, encargado de la Fiscalía Penal de Florida, 2014-2015
- Hugo Hernan Cayotopa Carranza-fiscal adjunto provincial titular - 2015

## Festividades
- Junio: San Juan.
- Octubre: Fiesta Patronal en honor a San Lucas.